# Kenwood Limited
Kenwood Limited (Kenwood Manufacturing Co. Ltd, Кенвуд) — английская компания, производитель кухонной бытовой техники. Входит в группу De'Longhi c 2000 года.

## История
- 1936 — Кеннет Мейнард Вуд создал свою первую компанию Dickson & Wood по продаже, установке и ремонту радио и телевизоров.
- 1947 — После Второй мировой войны Вуд вместе со своим сослуживцем Roger Laurence создают компанию Woodlau Industries. Начали с производства тостера, а затем миксера A200.
- 1950 — Кеннет Вуд изобрёл кухонную машину Kenwood Chef с тремя гнёздами, каждое с различной скоростью, которые позволяли приготовить неограниченное число блюд за короткое время.
- 1968 — 1989 год — KENWOOD Limited принадлежала Thorn Electrical Industries Ltd.
- 1992, июль — компания зарегистрирована на фондовой бирже.
- 1997 — компания насчитывает более 80 международных дистрибьюторов.
- 2001 — компания KENWOOD вошла в состав группы De'Longhi, расширив ассортимент продукции, производство и каналы сбыта.